# Chan Chun-hing
Dans ce nom chinois, le nom de famille, Chan, précède le nom personnel.
Chan Chun-hing (chinois traditionnel : 陳振興), né le 24 avril 1981 à Hong Kong, est un coureur cycliste hongkongais spécialiste de VTT cross-country. 

## Biographie
Il termine 38e de l'épreuve cross-country aux Jeux olympiques de 2012.

## Palmarès en VTT

### Jeux olympiques
- Londres 2012
  - 38e de l'épreuve cross-country

### Jeux asiatiques
- Incheon 2014
  -  Médaillé d'argent du cross-country

### Championnats d'Asie
| - 2008 - Médaillé de bronze du cross-country - 2009 - Médaillé d'argent du cross-country | - Malacca 2015 - Médaillé de bronze du cross-country - Chainat 2016 - Médaillé de bronze du cross-country |  |

### Championnats nationaux
- Champion de Hong Kong de cross-country en 2009, 2010, 2012, 2013, 2014 et 2015

## Palmarès sur route

### Palmarès par années
- 2007
  - 2e du championnat de Hong Kong du contre-la-montre
  -  Médaillé de bronze au championnat d'Asie sur route
- 2011
  - 3e du Tour d'Indonésie
- 2012
  - 5e du championnat d'Asie sur route

### Classements mondiaux
| Année         | 2005 | 2006 | 2007 | 2008 | 2009 | 2010 | 2011 | 2012 | 2013 |
| ------------- | ---- | ---- | ---- | ---- | ---- | ---- | ---- | ---- | ---- |
| UCI Asia Tour | 114e | 121e | 31e  |      | 201e |      |      | 72e  | 336e |